# Велики Липоглав
Велики Липоглав (на словенски: Veliki Lipoglav) е село в Словения, регион Средна Словения, община Любляна. Според Националната статистическа служба на Република Словения през 2015 г. селото има 48 жители.